# Plantígrado
Em animais terrestres, a locomoção plantígrada (L. Planta,  sola +  gradior, ando) significa andar com os dedos dos pés e os metatarsos planos no chão. É uma das três formas de locomoção adotadas pelos mamíferos terrestres. As outras opções são digitígrados (andar na ponta dos pés com o calcanhar e punho permanentemente levantados) e ungulados (andar na unha ou unhas dos dedos (casco) com o calcanhar/punho e os dedos permanentemente levantados). A perna de um mamífero plantígrado inclui os ossos da parte superior da perna (fêmur, na posterior, e úmero, na anterior) e parte inferior da perna (tíbia e fíbula/perónio, na posterior, e rádio e ulna/cúbito, na anterior). A perna de um mamífero digitígrado também inclui os metatarsos/metacarpos, os ossos que no ser humano compõem o arco do pé e a palma da mão. A perna de um mamífero ungulígrado também inclui as falanges e os ossos dos dedos das mãos e dos pés.
Entre os animais extintos, a maioria dos primeiros mamíferos, como os pantodontes, eram plantígrados. Um pé plantígrado é a condição primitiva dos mamíferos; a locomoção digitígrada e ungulígrada evoluiu posteriormente. Entre os arcossauros, os pterossauros eram parcialmente plantígrados, andando sobre todo o pé traseiro e os dedos da mão.

## Lista de mamíferos plantígrados
As espécies de mamíferos plantígrados incluem (mas não estão limitados a):
- primatas (incluindo humanos)
- Carnivora:
  - Musteloidea: panda-vermelho, gambás, guaxinins, doninhas
  - ursos
  - Barbourofelis
- roedores: camundongos, ratos, porcos-espinhos
- lagomorfos: coelhos
- ouriços
- hyraxes
- Marsupialia: cangurus